# Comte Cain
Pour les articles homonymes, voir Cain (homonymie).
Comte Cain (伯爵カインシリーズ, Hakushaku Kain Shirīzu) est un manga shōjo de Kaori Yuki. Comte Cain se compose de cinq parties : La Juliette oubliée (忘れられたジュリエット, Wasurerareta Jurietto), Le bruit d'un garçon naissant (少年の孵化する音, Shōnen no Fukasuru Oto),
Kafka (カフカ, Kafuka), La marque du bélier rouge  (赤い羊の刻印, Akai Hitsuji no Kokuin) et God Child (ゴッド チャイルド, Goddo Chairudo). Cette série raconte les aventures du jeune comte anglais Cain Hargreaves dans une Angleterre mystérieuse, glauque et impitoyable du XIXe siècle.

## L'histoire
Située dans l'Angleterre victorienne, la série Comte Cain est centrée sur Cain Hargreaves, le fils d'Alexis et de la sœur d'Alexis, Augusta. Cain est maltraité pendant toute son enfance : Alexis le fouette tous les jours et ordonne aux domestiques de ne pas lui adresser la parole. Pourtant, Cain se lie d'amitié avec un nouveau domestique, Riff, après qu'il s'est adressé à lui. Cain reconnait qu'Alexis le déteste et l'empoisonne lentement à l'arsenic. Quand Cain rend visite à sa mère en secret à l'hôpital psychiatrique, elle le prend pour son père et saute par la fenêtre. Alors qu'elle est mourante, elle le met en garde contre son père. Il revient chez lui et empoisonne son père. Avant qu'Alexis ne saute dans la mer, il maudit son fils et le voue à une vie de malheur et à mourir solitaire. Des années plus tard, Cain, maintenant âgé de dix-sept ans, résout des meurtres avec l'aide de Riff devenu son majordome et fait collection de poisons. Au cours d'un mystère, il adopte la jeune Maryweather, qu'il croit d'être sa demi-sœur. Il fait aussi la connaissance de son demi-frère Jezabel Disraeli, qui travaille pour une organisation secrète qui veut ressusciter les morts. Cain apprend de son demi-frère qu'Alexis a survécu à son suicide et est devenu le chef de cette organisation, qu'il renomme Delilah. Après la mort de la femme que Cain aime, une « poupée mortelle » de Delilah, c'est-à-dire un cadavre ressuscité par l'organisation, qui survit en se nourrissant du sang frais et des organes d'autres personnes, il fait vœu de mettre un terme aux expériences sur les morts de l'organisation.

### God Child
Avec Riff, il poursuit la résolution de meurtres, ce qui l'amène à rencontrer périodiquement Jezabel et d'autres membres de l'organisation Delilah. Après avoir fait la connaissance de la « créature » qu'est devenu sa cousine morte Suzette, Cain est obsédé par l'idée de détruire l'organisation et apprend que cette dernière bâtit en secret un mystérieux temple commémoratif. Pendant ce temps, en dépit des efforts de Jezabel pour empêcher le réveil de la véritable personnalité de Riff, cachée, mais cruelle, l'hypnose qui parvient à la contrôler cesse d'agir. Plus tard, Riff déclare à Cain qu'il travaille en secret pour Delilah et lui avoue aussi une terrible réalité : le Riff loyal qui lui obéit est en réalité une personnalité fictive implantée par Delilah.
Alexis avait l'intention de laisser Cain se lier à Riff, pour provoquer ensuite la rupture entre eux et mieux faire sentir à Cain que personne ne l'aime. Après le départ de Riff, Cain se résout à affronter Alexis et promet à Mary Weather qu'ils se retrouveront autour d'un thé après avoir détruit Delilah. Conduit par un ancien membre de Delilah, il arrive à la tour à l'intérieur du temple où Alexis a pour plan de sacrifier le stupide peuple de Londres pour ressusciter Augusta.
Dans la tour, Riff révèle son plan de devenir le chef de Delilah en renversant Alexis. Nullement troublé, celui-ci révèle que Riff est la « créature » la plus ancienne de l'organisation et qu'il va bientôt mourir. Le cruel Riff attaque Caïn, mais son autre personnalité refait surface et se tire dessus volontairement pour empêcher le véritable Riff d'agir. La personnalité loyale de Riff réussit finalement à prendre le dessus, mais il est brusquement séparé de Cain. Comme la blessure de Riff ne peut guérir, Jizabel se suicide pour que Riff puisse se servir de son sang pour rester brièvement en vie et aller retrouver Cain. Pendant ce temps, Cain réussit à empoisonner son père, et la mort de celui-ci entraîne l'effondrement de la tour. Cain, incapable de s'échapper, et blessé par les débris qui tombent de toutes parts, retrouve Riff pour un court moment. Cependant, le plafond s'effondre, et Riff s'efforce de repousser Cain. mais celui-ci le serre dans ses bras, et choisit de rester pour affronter la mort.
Après la disparition de Cain, c'est Mary qui prend la tête de la famille Hargreaves. Le corps d'Alexis est possédé par Augusta et s'en prend à Mary dans le mausolée qu'a fait bâtir Cain avant de partir affronter Alexis.
Augusta révèle alors qu'elle manipulait Alexis, le poussant à maltraiter ses fils et essayer de lui rendre la vie pour son amusement à elle. Mais avant qu'elle ne parvienne à tuer Mary Weather, Augusta déclenche un piège que Cain avait mis en place dans le mausolée et meurt.
Des années plus tard, un médium, qui avait été proche à Cain, organise un thé pour Mary, accomplissant ainsi la promesse de Cain. Il se remémore alors la façon dont il a retrouvé Cain dans les bras du cadavre de Riff, au milieu des restes de la tour effondrée.

## Personnages
Cain C. Hargreaves (カイン・C・ハーグリーヴス)
L'antihéros de la série. Il tient son nom du personnage biblique Caïn, il a des yeux mordorés parce qu'il est né d'un inceste. Il fait confiance à son domestique Riff et sa sœur Maryweather seulement. Riff est la première personne à qui il a fait confiance et la seule personne à qui il permet de voir et de toucher ses cicatrices reçues lors de son enfance. Il craint avoir des similitudes avec son père, parce qu'il est tombé amoureux de sa demi-sœur, Suzette.
Riffel "Riff" Raffit (リフェール・ラフィット)
Le domestique de Cain. Il habille Cain et lace ses chaussures, que Yuki considère « une forme de communication entre les deux d'eux parce qu'ils ont été ensemble si longtemps qu'ils sont presque comme père et fils. » En secret un membre de Delilah, il est celui qui cause à Cain le plus de souffrances après l'avoir quitté. Riff a tué sa famille en provoquant un incendie et est mort sous les balles de son frère. Ressuscité par Delilah, qui lui a donné une personnalité alternée et aimable, il est la poupée qui survit plus longtemps que les autres. Occasionnellement, il était emmené à l'organisation pour recevoir des transfusions sanguines. Il avait en fait une double personnalité, et celle qui aimait Cain va prendre le dessus.
Maryweather Hargreaves (マリーウェザー･ハーグリーヴス)
La demi-sœur de Cain. Elle a dix ans. Après le suicide de sa mère, elle est à la rue et travaille comme une bonne aventure. Cain croit qu'elle est sa demi-sœur et l'adopte. Pourtant, elle n'est pas réellement sa demi-sœur, mais Cain l'aime encore. Extravertie et d'une grande force de volonté, elle est agacée par les relations de Cain avec les femmes. Pendant toute la série, sa vie est menacée. Elle déteste comment Cain l'éloigne du monde extérieur, mais accepte finalement sa situation après un grave incident qui aurait pu provoquer sa mort, et comprend qu'on frère voulait la protéger.
Jezabel Disraeli (ジザベル・ディズレーリ)
Le fils illégitime d'Alexis et le demi-frère de Cain. Jezabel est un médecin sadique qui travaille pour l'organisation secrète d'Alexis, Delilah. Dans son enfance, il a aimé les animaux, mais a été manipulé par Alexis qui lui a fait manger son animal de compagnie, un mouton. Alexis a tué ses sœurs et a mis leurs organes dans le corps maladif de Jezabel. Jezabel apprit des actions d'Alexis et devint déprimé parce qu'il pensa qu'il fut indigne d'amour. Comme Cain, il est fouetté par Alexis ; il considère que ces cicatrices sont « symboles de l'amour de [son] père ». Il déteste le lien proche entre Cain et Riff parce qu'il croit que l'amour inconditionnel n'existe pas. Il fut le personnage que Yuki préférait dessiner au début. Il n'est pas aussi seul qu'il le pense... mais il s'en rendra compte un peu tard.
Alexis Hargreaves (アレクシス・ハーグリーヴス)
Le père de Cain et Jezabel. Un manipulateur adroit et « monstrueusement violent », Alexis attribue à Cain la responsabilité de la folie et de la mort d'Augusta, et se résout à rendre la vie de Cain insupportable. Il est le chef de Delilah et assigne les rangs aux membres. La seule personne qu'il aime est sa sœur, Augusta, en dépit de son mariage arrangé. Quoique Cain croit que Alexis a abusé Augusta, c'est en réalité elle qui le séduisit. Après la mort d'Augusta, il vola sa tête dans son cercueil avant qu'elle ne soit incinérée. Avec des cellules de sa tête, il crée beaucoup de clones d'elle; un seul survit. Le clone restant est sans âme et Alexis espère être capable d'amadouer son esprit dans un corps avec un rituel magique. Les recherches d'Alexis mène à la création des poupées mortelles.

## Thèmes
Le thème de "l’enfance souillée" apparaît souvent dans Comte Cain ; cela est montré par les enfants maltraités et les objets liés à l'enfance comme les poupées, puddings et marionnettes, dans l'arrière-plan comme pour "La petite maison tordue" ou une partie importante comme dans "Le dimanche de Solomon Grundy". La série examine "les destins tragiques" des personnages et leur souffrances aussi. Dans ses œuvres, Yuki utilise fréquemment le thème de "la puissance de l'amour" ; God Child  se focalise sur "le côté sombre d'amour et les extrémités qu'on peut atteindre quand on croit qu'on est aimé." Cependant, le côté positif est aussi examiné : Cain sait qu'il est aimé par Mary, sa tante et son oncle. En conséquence, il rejette la conviction de son père et gagne la force affective. Un autre thème récurrent dans God Child est la trahison. Riff trahit Cain, et Cain montre que les gens peuvent trahir les autres.

## Développement

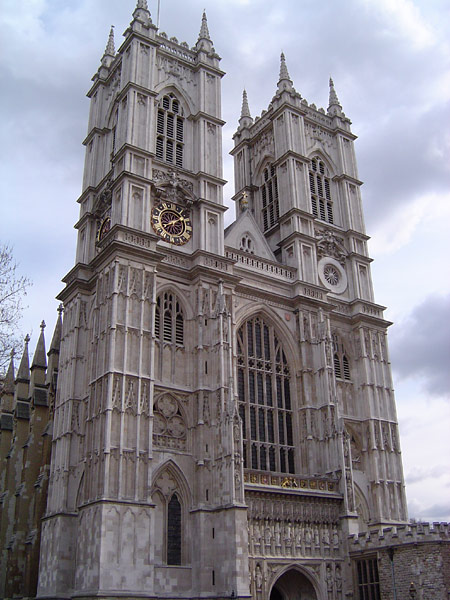
Yuki visita l'Abbaye de Westminster pendant qu'elle faisait des recherches sur l'Angleterre du XIXe siècle.

Kaori Yuki dit avoir choisi l'Angleterre du XIXe siècle pour le cadre de Comte Cain parce qu'elle a aimé des films prenant la même époque pour cadre, notamment en raison du « côté sombre, macabre » de la haute société victorienne. Le personnage de Cain, dit-elle, n'a été inspiré par personne en particulier bien que l'acteur britannique Rupert Graves
lui ait fait une certaine impression. Après avoir fini les quatre premières parties de Comte Cain (La Juliette oubliée, l'éclosion, Kafka et La marque du bélier rouge ), elle a eu des doutes au sujet de la continuation de la série. Elle écrivit ensuite le manga Angel Sanctuary et un nouveau chapitre de Comte Cain, « le dimanche de Solomon Grundy » qui la convainquit de commencer la suite, God Child. Pour God Child, elle voyagea à Londres et visita l'Abbaye de Westminster, Big Ben, la Tour de Londres, le château de Windsor, le British Museum, Tamise et Hyde Park. En raison de l'intervalle de plusieurs années entre le dernier volume de Comte Cain et le premier volume de God Child, Yuki présenta les personnages par des courtes explications dans le premier volume de God Child. Elle constata alors, non sans surprise, que ses dessins étaient d'un style légèrement différent par rapport à sa série précédente.

## Medias

### Manga
Écrit et dessiné par Kaori Yuki, Comte Cain est le nom collectif pour La Juliette oubliée, Le bruit d'un garçon naissant, Kafka, La marque du bélier rouge  et God Child. Tous ont prépublié dans le magazine japonais Hana to Yume par Hakusensha ; La Juliette oubliée, l'éclosion, Kafka et La marque du bélier rouge  sont publiés en cinq volumes de 17 juillet 1992 à octobre 1994. Hakusensha a publié la suite du Comte Cain, God Child, en huit volumes de 19 novembre 2001 à 19 janvier 2004,.
Comte Cain a été publié en français par Tonkam du 29 octobre 2003 au 26 juin 2004,. Prépublié dans le magazine français Magnolia, God Child a été publié de 25 mars 2005 à 22 novembre 2006,. Comte Cain est publié en Italie par Planet Manga, en Espagne par Glénat, en Allemagne et en Suède par Bonnier Carlsen,, en Amérique du Nord par Viz Media,, et à Taïwan par Tong Li Comics.

### CD drama
Le 21 avril 1999, Geneon Entertainment a publié un CD drama, Hakushaku Kain Shiriizu: Kafuka (伯爵カインシリーズ~カフカ).